# Renaix
Renaix (en néerlandais : Ronse) est une ville de Belgique située en région flamande. Elle se trouve au cœur des Ardennes flamandes.

## Histoire

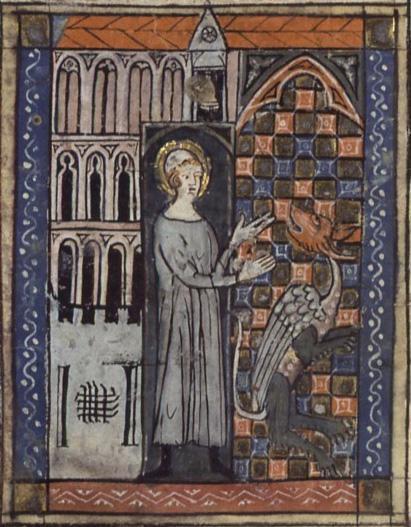
Saint-Amand, le fondateur de la ville de Renaix.

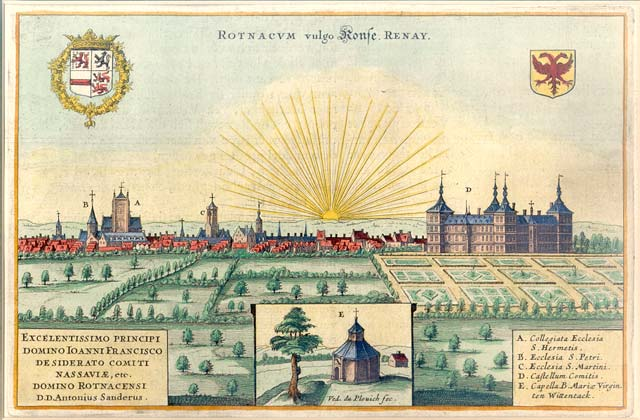
Renaix entre 1641 et 1644

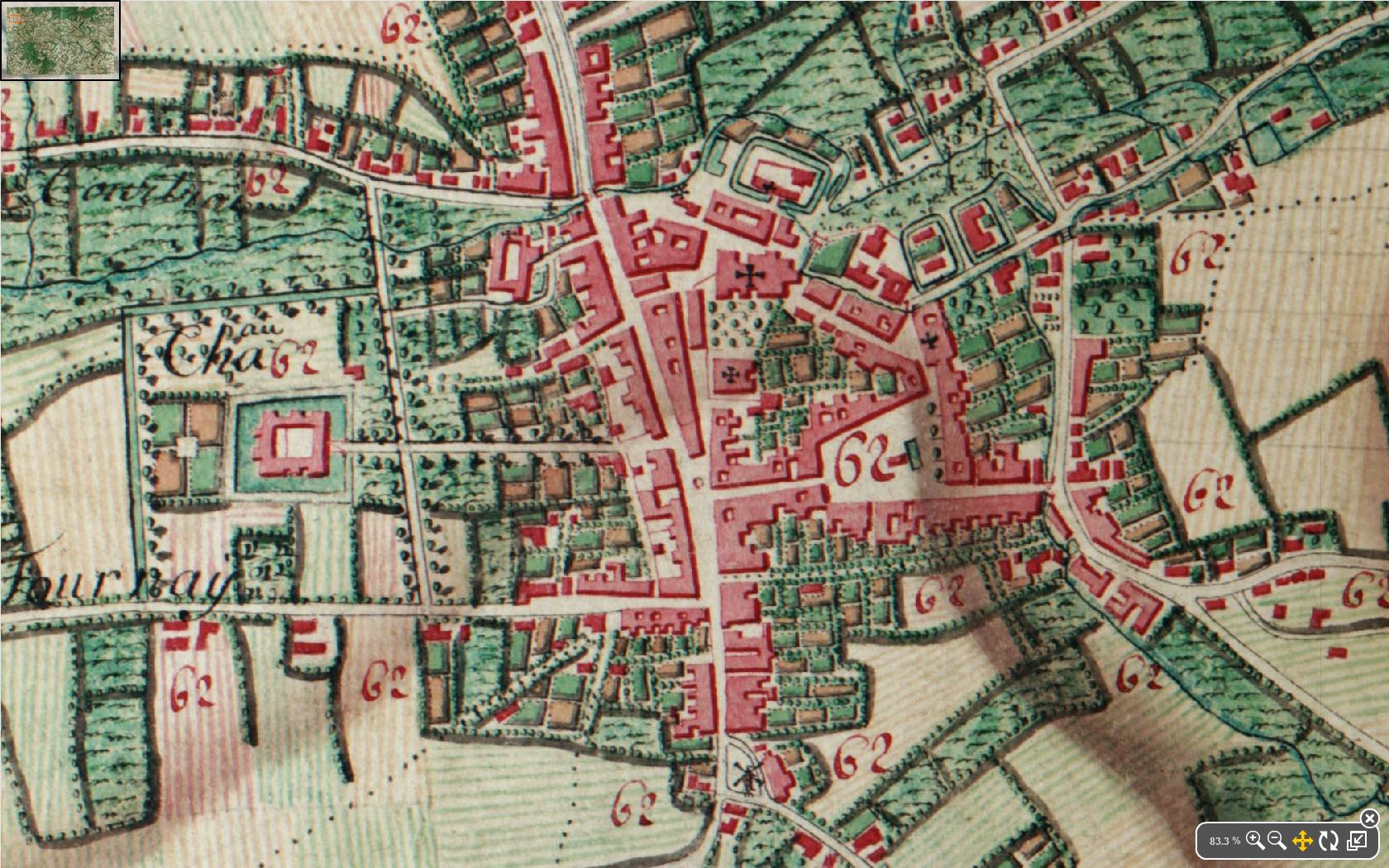
Carte de Renaix et ses environs, éditée par Carte de Ferraris aux environs de 1777

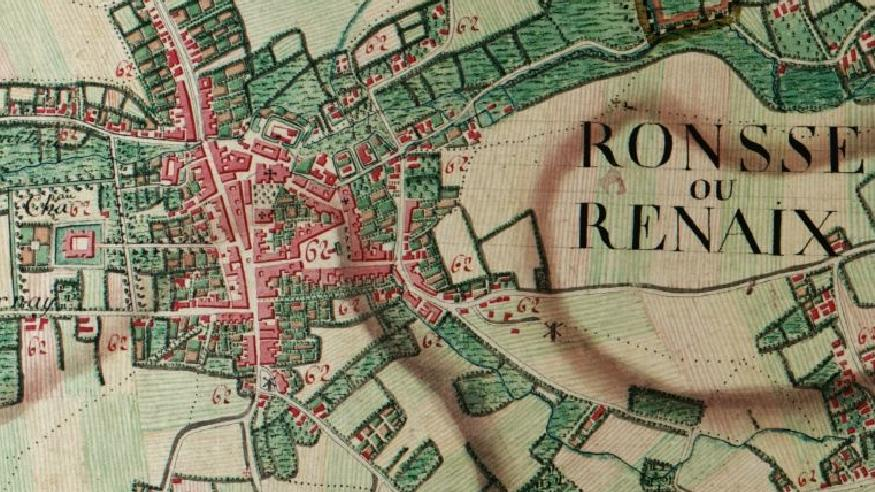
Carte de Renaix et ses environs, éditée par Carte de Ferraris aux environs de 1777

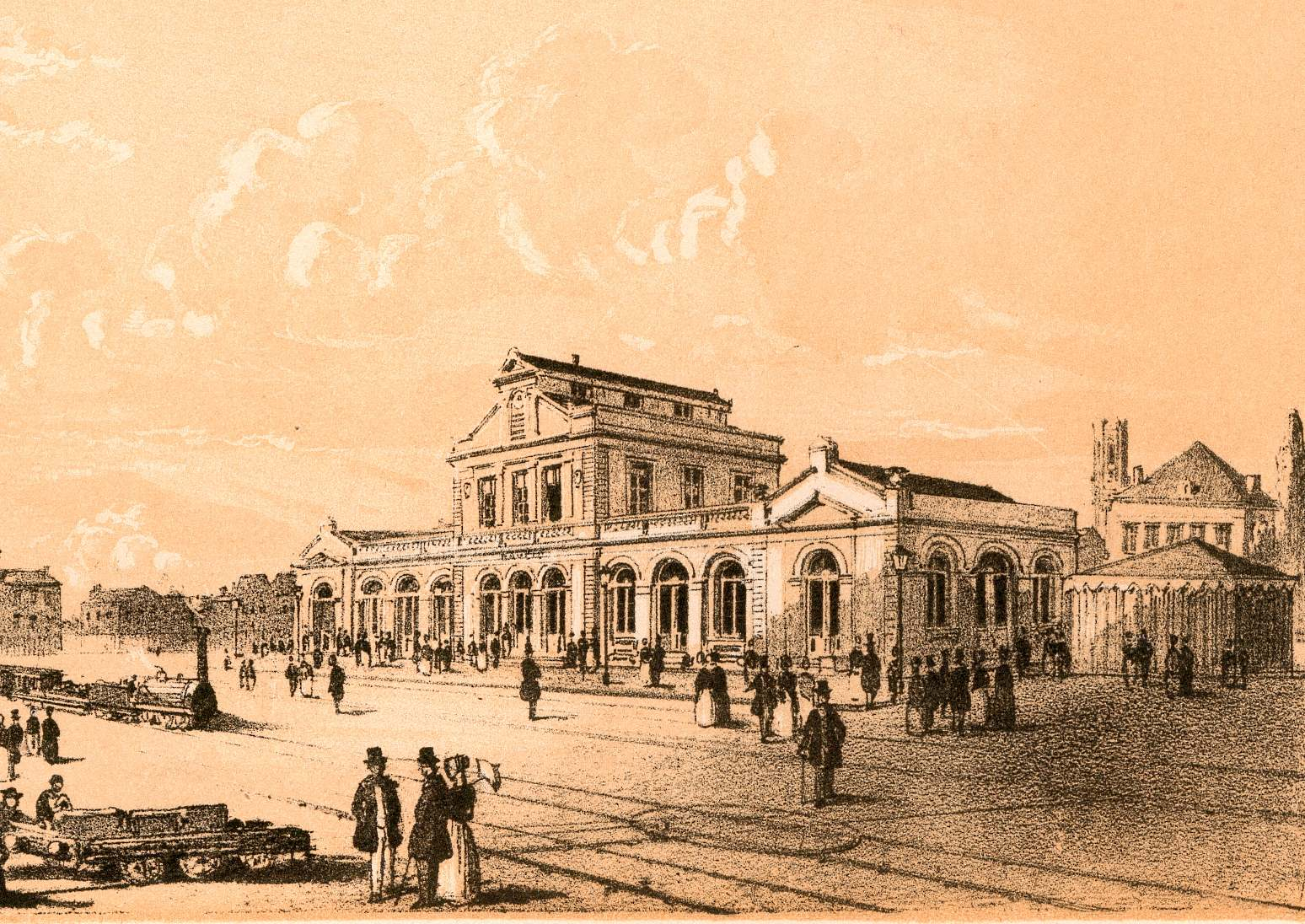
La gare ferroviaire de Renaix, ici en 1844 à Bruges avant son démontage

Le toponyme Renaix résulterait d'un transfert du nom d'une petite rivière toute proche, la Rhosnes (en néerlandais : Ronne), qui expliquerait le premier élément Ren-, et du suffixe -acum, suffixe d'origine celtique qui trouve son équivalence flamande dans le suffixe -seele ou -se par contraction.
De cette altération sont nés Rotnacum, Ronays ou Ronse, traduction flamande. Mais en réalité, la Rhosnes passe juste au sud de Renaix, ne traversant jamais son territoire, ce qui rend cette explication incertaine. Les toponymistes estiment aujourd'hui que le nom de Renaix peut très bien provenir du nom d'une rivière ou d'une personne, et que nous n'aurons jamais de certitude sur l'origine du nom de la ville.

## Politique

### La question linguistique
Il s'agit d'une des communes offrant des facilités linguistiques à sa population francophone. Renaix, plus grande commune à facilités de Belgique, est située à la frontière du Hainaut et de la Flandre orientale, doit depuis novembre 2024, transmettre obligatoirement ses communications officielles en néerlandais et en français : le collectif citoyen « Ronse bilingue-Renaix tweetalig » a poursuivi la commune de Renaix devant le tribunal de première instance de Flandre orientale pour « infraction à la législation sur l’emploi des langues dans les communes à facilités », reprochant au mayorat en place de refuser de transmettre directement des communications officielles en français. Le tribunal, en octobre 2023, a demandé à la Cour constitutionnelle, s’il peut être justifié de ne pas fournir de traduction française lors de communications officielles en raison d’une baisse du nombre d’habitants souhaitant bénéficier des facilités linguistiques proposées par la loi. Plaidant qu'elle pouvait légalement décider les critères pour déterminer quelle information doit nécessairement être communiquée dans les deux langues, Renaix ne faisant pas partie des communes à facilités - qui peuvent choisir de déterminer l’usage des langues sur leur territoire-, ne peut décider d'elle-même. Empêcher les facilités étant contraire à la Constitution, la Cour constitutionnelle a statué que les articles relatifs à l’emploi des langues en matière administrative ne violent pas la Constitution. La ville de Renaix doit depuis appliquer la loi et fournir ses communications officielles en néerlandais et en français.
En juin 2025 la justice donne six mois à la commune pour respecter le bilinguisme des noms de rue, panneaux de signalisation et d'information ainsi que sur son site internet. Faute de quoi, une astreinte de mille euros par semaine de retard doit être appliquée.

### Les différentes majorités et les différents bourgmestres
|             | 1941           | 1944          | 1951          | 1959               | 1965                 | 1971                 | 1977               | 1983           | 1989           | 1995             | 2001       | 2007       | 2013                          | 2019       | 2022           | 2025                |
| ----------- | -------------- | ------------- | ------------- | ------------------ | -------------------- | -------------------- | ------------------ | -------------- | -------------- | ---------------- | ---------- | ---------- | ----------------------------- | ---------- | -------------- | ------------------- |
| majorité    |                |               | BSP\CVP       | CVP\BSP            |                      |                      |                    |                |                | SP\CVP           |            |            | CD&V\N-VA\Groen\Liberale Unie | CD&V\ N-VA | CD&V\ N-VA     | CD&V\ N-VA\ Vooruit |
| Bourgmestre | Leo Vindevogel | Eugène Soudan | Eugène Soudan | Jacques Piessevaux | Marcel Vanderhaeghen | Marcel Vanderhaeghen | Robert Van Wingene | Orphale Crucke | Orphale Crucke | Walter Kerckhove | Luc Dupont | Luc Dupont | Luc Dupont                    | Luc Dupont | Ignace Michaux | Ignace Michaux      |

## Géographie

### Situation
Renaix est la commune la plus méridionale de la province de Flandre-Orientale. Elle est située sur la frontière linguistique, qui sépare la Région flamande de la Région wallonne — en l'occurrence, la province de Hainaut — et ne possède aucune commune fusionnée (ou « commune avoisinante »), mais comprend à l'ouest « Le Clipet » (en néerlandais : De Klijpe), au nord-est, Louise-Marie (célèbre pour son tunnel ferroviaire) à l'est, le Breucq, ancien hameau détaché d’Ellezelles rattaché à Renaix en 1963 — et au sud-est Haute-Durenne (en néerlandais : Hoog Deurne) qui ne sont que des hameaux administratifs.

### Communes limitrophes
| Kluisbergen         | Markedal            | Markedal             |
| Mont-de-l'Enclus    | Renaix              | Ellezelles           |
| Frasnes-lez-Anvaing | Frasnes-lez-Anvaing | Frasnes-lez-Anvaing. |

## Section limitrophe
- a. Escornaix (Markedal)
- b. Etikhove (Markedal)
- c. Nukerke (Markedal)
- d. Zulzeke (Kluisbergen)
- e. Quaremont (Kluisbergen)
- f. Russeignies (Mont-de-l'Enclus)

Les entités limitrophes de Renaix

- g. Wattripont (Frasnes-lez-Anvaing)
- h. Dergneau (Frasnes-lez-Anvaing)
- i. Saint-Sauveur (Frasnes-lez-Anvaing)
- j. Ellezelles (Ellezelles)

## Histoire

### Origines
Les collines entourant Renaix conservent la trace d’activités humaines dès le Paléolithique. Au Néolithique, la région était peuplée d’agriculteurs et d’éleveurs de manière permanente. Divers fragments de construction témoignent aussi d’une occupation de la région de Renaix durant la période romaine.
Certains éléments de La Guerre des Gaules fournis par le général romain Jules César suggèrent que la population de la région de Renaix ne présente à l'époque des expéditions romaines aucune unité politique ou ethnique, sauf si l'on considère l'origine germanique des Morins peuplant les environs ; Renaix semble avoir fait partie du territoire occupé par les Nerviens. Les hameaux de Paillaert et de Tribury sont traversés par une voie romaine appelée aussi chaussée Brunehault, venant de Bavay et Blicquy, en direction de Kaster et Oudenburg.
Les habitants du territoire de Renaix ne furent que partiellement germanisés, à partir du Ve siècle. La ville fut fondée au VIIe siècle par Saint-Amand, autour premièrement d'une chapelle dédiée à saint Pierre puis d'un monastère dédié à saint Pierre et saint Paul, après l'évangélisation des populations païennes.

### Moyen Âge
Renaix et son monastère furent donnés par Louis le Débonnaire à l'abbaye de Kornelimünster, près d’Aix-la-Chapelle. Celle-ci vendra ses possessions renaisiennes durant le XIIIe siècle. Les reliques de Saint-Hermès arrivèrent à Renaix durant le IXe siècle. À cette époque troublée par les raids vikings, les moines durent s’enfuir plusieurs fois de Renaix. Le monastère fut brûlé en 880 par les Normands. Les reliques de Saint Hermès furent récupérées en 940 et placées dans une crypte romane en 1089. L’église Saint-Hermès qui fut ensuite bâtie fut consacrée en 1129. Le pèlerinage en l’honneur de Saint Hermès, invoqué pour la guérison des maladies mentales, soutenait l’économie locale.
Le « Lundi des fous », carnaval dont la tradition remonte au Moyen Âge, se tient au début du mois de janvier, le premier lundi après l'Épiphanie (mais le grand cortège carnavalesque, dit des Bommels a lieu le samedi précédant ce lundi pour des raisons liées à la modernité) Le « Grand Tour de Saint-Hermès » — ou « Fiertel » — procession de 32 km, datant également du Moyen Âge, se déroule le dimanche de la Trinité: les reliques de Saint-Hermès, dans une châsse en argent, sont portées le long des limites de la ville, suivies ou précédées de plusieurs centaines de marcheurs — la légende veut que les gens nés sur le sol renaisien sont fous, et que les reliques du Saint-Hermès (Saint patron de la ville) guérissent et protègent de la folie. 
Renaix obtint de son seigneur Gérard de Waudripont, avoué de l’abbaye d’Inde, les privilèges d’une ville en 1240. Jusqu’à la fin de l’Ancien Régime, la seigneurie de Renaix — puis baronnie en 1549 — comprendra une enclave, la Franchise de Renaix, qui était administrée par le Chapitre de Saint-Hermès, avec une totale indépendance juridique et fiscale, et qui avait sa propre justice. Renaix était une ville très florissante dès le milieu du XIIIe siècle et particulièrement au XVe et au XVIe siècle. Son économie était fondée sur la fabrication et la préparation de draps. La ville fut brûlée et pillée le 26 mars 1478 par les troupes françaises. Vers le milieu du XVIe siècle, Renaix devint un important foyer calviniste dans les Pays-Bas espagnols. Les troubles religieux du XVIe siècle, avec la terrible répression du Duc d'Albe, obligèrent nombre de tisserands et foulons renaisiens à quitter définitivement la ville pour la Hollande, l’Allemagne et l’Angleterre. L’incendie du 21 juillet 1559 finit de ruiner la ville. Renaix profita ensuite de la période de paix sous les Archiducs Albert et Isabelle pour se relever (début du XVIIe siècle). C’est à cette époque qu’y fut construit l’un des plus beaux châteaux (détruit en 1823) des Pays-Bas méridionaux pour le Comte Jean de Nassau-Siegen, baron de Renaix depuis 1629. La peste de 1635-1636 rendit la ville presque déserte.

### Époque moderne
Malgré la contestation du roi d'Espagne, Renaix est annexée à la France de 1680 à 1700. Durant la période autrichienne, le 31 mars 1719, un terrible incendie réduit à nouveau la ville en cendres. Grâce à la ténacité de ses habitants, Renaix peut reprendre son rang parmi les villes, l’industrie et le commerce, toujours fondés sur le textile.
La victoire de Fleurus le 26 juin 1794 permet à la France d’occuper le pays, puis de l'annexer. Renaix doit faire face à d'importantes réquisitions, ce qui vide les finances de la ville. En 1796, l'ancienne administration de Renaix est supprimée et l'on crée une « municipalité ». La législation française s’applique dorénavant à Renaix jusqu'à la création du royaume des Pays-Bas en 1815. En 1798, la « Guerre des Paysans », réaction à la conscription militaire imposée par les Français, coûte la vie à plusieurs Renaisiens. En 1799, Renaix compte environ 10 000 habitants, mais environ un tiers de la population vit alors dans la pauvreté.

### Époque contemporaine

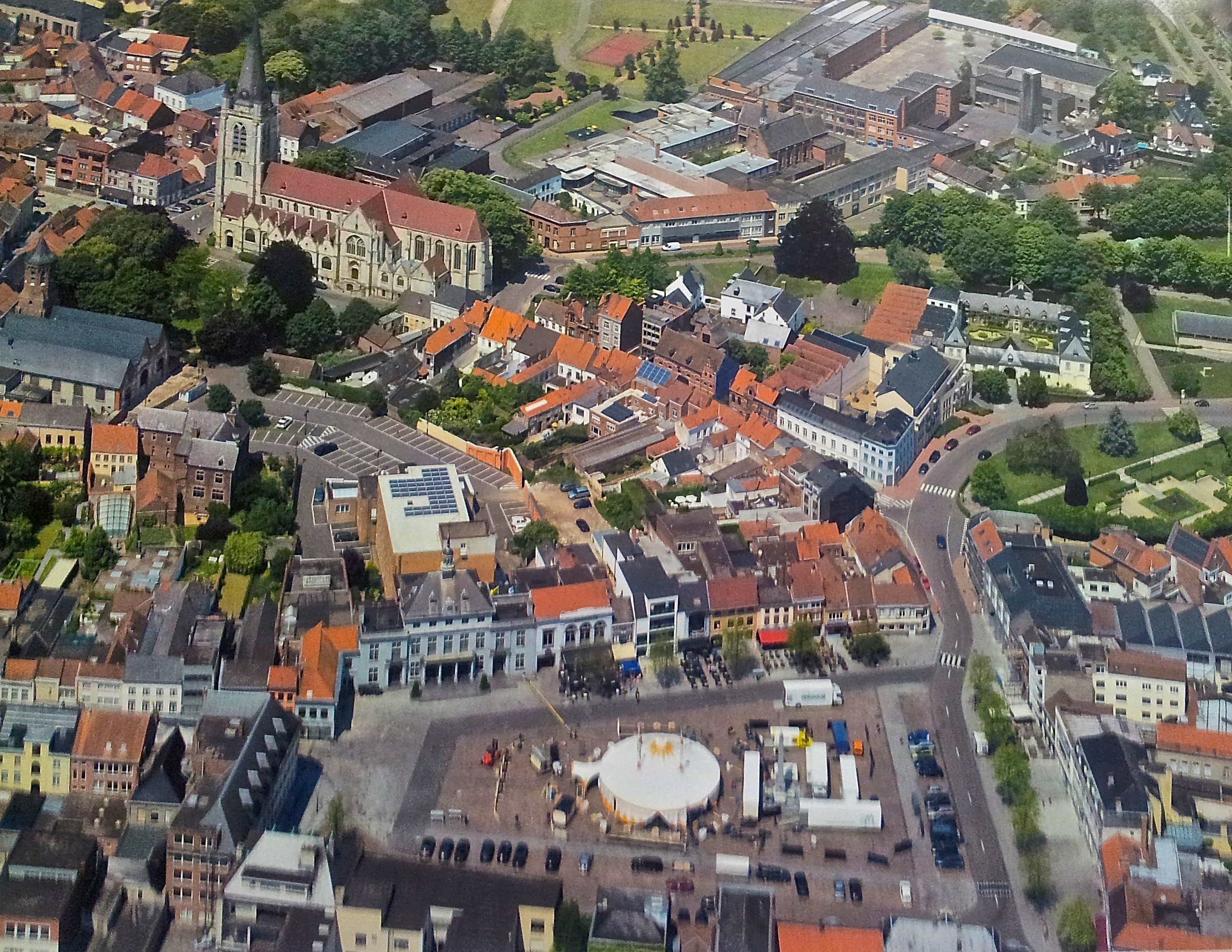
Vue aérienne de Renaix en 2014

En 1840, dans le nouveau Royaume de Belgique, plus de 55 % de la population de Renaix vivait d'une activité liée au textile. La mécanisation engendra un grave crise économique à Renaix durant les années 1845 à 1855. Beaucoup de Renaisiens quittèrent Renaix pour les usines textiles du Nord de la France (Lille—Roubaix—Tourcoing) ou pour des travaux agricoles en France dans la (Somme ou dans l'Oise…).
Ces difficultés s'estompent provisoirement, avec le développement de l'industrie textile, marqué par des crises comme les « Troubles de Renaix » en 1886. Parmi les pionniers de l'industrie textile à Renaix, on citera entre autres la famille Dopchie, famille d'entrepreneurs industriels d'origine athoise, dont le fabricant Achille Dopchie, qui fut chargé par le bourgmestre Jean-Baptiste Dekeyser de la mission d'implantation en 1901. L'essor rapide que connut Renaix fut détruit par les deux guerres mondiales ; Renaix, après la désindustrialisation des villes entreprise en Belgique dans la seconde moitié du XXe siècle, ne dispose plus que d’atouts touristiques, tels la crypte et la collégiale Saint-Hermès, et quelques musées. L'histoire de la ville de Renaix a été rapportée par le Docteur en médecine Oscar Delghust, bourgmestre de Renaix.
Une étude de Guy Gadeyne, réalisée en français, traite un aspect très important de l'histoire de la ville : Aperçu de l’histoire de l’industrie textile à Renaix jusqu’en 1900. Cette étude a été publiée dans les Annales de Renaix.
En 1963 et 1988, Renaix accueille les Championnats du monde de cyclisme sur route.
Le 11 juillet 2008, le bourgmestre Luc Dupont, avocat de formation et membre du parti CD&V connu pour ses tendances nationalistes en accord et en cartel politique avec le parti politique flamand Nieuw-Vlaamse Alliantie, fait la demande explicite auprès du Premier ministre en fonction et ancien président de son parti, Yves Leterme, de supprimer les facilités, administratives et autres, accordées aux francophones de sa ville, de manière à pouvoir renforcer l’identité flamande du parti au pouvoir et de la commune proprement dite. La demande est perçue comme une négligence de l'électorat francophone ; elle est rejetée. Lors des élections communales du 14 octobre 2012, le parti CD&V conforte sa majorité avec 4 840 voix, soit 31,9 % des votes.

## Héraldique
|  | La ville possède des armoiries qui lui ont été octroyées le 2 septembre 1818 et confirmées le 13 avril 1838. Elles représentent l'aigle impérial du Saint Empire romain germanique. Renaix était une ville importante depuis l'époque médiévale et a probablement reçu le droit d'utiliser l'aigle au XIVe ou XVe siècle. En raison d'incendies graves, il ne reste aucun sceau ou document de cette période. La plus ancienne utilisation connue de l'aigle date d'une carte datant de 1610, où les armoiries sont montrées comme ci-dessus. Tous les sceaux et images suivants montrent les mêmes armoiries. Blasonnement : D'or, à une aigle, à deux têtes de sable, languée, becquée, membrée et onglée de gueules, l'écu timbré d'un couronne d'or. Source du blasonnement : Heraldy of the World. |

## Culture et patrimoine
Renaix possède une basilique consacrée au chevalier Saint-Hermès, rendue particulièrement célèbre par sa crypte du XIe siècle (1089) ressemblant à une cathédrale souterraine, un musée du textile et un musée du folklore.

### Folklore
La fête des Fous, dite « Bommelsfeesten » avec les géants Staf le Tisserand, Manse la Fileuse, Angelki la Couturière et Ephrem le carillonneur, reuzen van Ronse, a lieu la fin de semaine de l'épiphanie. Renaix est ainsi la première ville à fêter son carnaval. Un défilé est organisé jusqu'à la grand place et vers 21 h, on peut y contempler un magnifique feu d'artifice.
- Depuis une cinquantaine d'années, le musée du folklore est installé dans une habitation de chanoine du XVIIIe siècle, très bien aménagée. Jacques Vandewattyne, artiste multidisciplinaire originaire de la région d'Ellezelles, eut le premier l'idée, lors de son exposition de peintures en 1970, de faire revivre à Renaix les ateliers artisanaux et l'estaminet « Au Vieux Dragon » en invitant les derniers artisans de la région : le forgeron, le sabotier, etc.
- Un des personnages profondément ancré dans l'âme renaisienne, c'est « Tavi », que l'écrivain Valère Depauw (nl) a rendu dans ses ouvrages, publiés en néerlandais, traduit par Willie Verspeyen en 1939 (traduction reconnue comme de peu de qualité). Pour une carte de Renaix au XVIIIe siècle, voyez la « Carte de Cabinet des Pays-Bas autrichiens 1771-1778 » dite « Carte de Ferraris », rééditée en 1965, et pour une carte du noyau urbain de Renaix en 1719, voyez l'ouvrage sur l'incendie de Renaix de 1719 dans la section ci-après.
- Guerre 40-45 : V1[13].

### Éléments de généalogie
Bommelsfeesten
Les archives de la ville de Renaix ont été déposées en 1964 aux Archives de l’État.
Peuvent notamment être consultés aux Archives de l’État :
- les actes d’état civil de 1795 jusqu’à la fin du XIXe siècle avec des tables décennales, sous la forme de microfilms. Ces actes sont rédigés en français ou en néerlandais suivant les époques considérées ;
- les registres paroissiaux antérieurs à 1796 avec un index (non filiatif) cumulatif moderne, sous la forme de photocopies. Ces registres sont rédigés en latin.

Les registres paroissiaux de Renaix débutent au XVIIe siècle :
- registre de l'église Saint-Pierre : baptêmes : 1595 (lacune de 1619 à 1623), mariages : 1610 (idem), inhumations : 1631 (lacune de 1633 à 1651) ;
- registre de l'église Saint-Martin : baptêmes : 1587, mariages : 1587, inhumations : 1632 ;
- registre de l'église Saint-Hermès : baptêmes : 1670-1718, mariages : 1673-1704, inhumations : 1669-1769.

Les registres de Saint-Hermès, comprenant au maximum quelques dizaines d’actes par an, n’ont pas fait l’objet d’une indexation. À l’appui et en complément des registres paroissiaux, l'on consultera prioritairement les actes de dévolution successorale et de tutelle (les « états de biens », « staten van goed » en néerlandais) passés devant les échevins de Renaix jusqu’en 1795. Ces actes sont consultables sous forme de microfilms (pour les plus anciens) ou en originaux. Les renseignements généalogiques contenus dans ces actes ont été analysés en 1878-1879 par le capitaine van den Bemden qui les a transcrits sous la forme de petits schémas (Archives de l’État à Renaix, inventaire no 110, no 2027). Ce document a été dactylographié par Georges H. Hooreman en 1937. Cet ouvrage est consultable en libre-accès dans la salle de lecture des Archives de l’État à Renaix et a été diffusé auprès des principales association généalogiques belges. Un index onomastique — reprenant en plus quelques « états de biens » retrouvés depuis lors — a été réalisé par les Archives en 1988 (AER, inventaire no 110 bis).
Renaix ne donnait pas le droit de bourgeoisie ; celui-ci se prenait pour les renaisiens habituellement à Alost (Aalst en néerlandais) ou à Grammont (Geraardsbergen en néerlandais). La liste des bourgeois forains d’Alost résidant à Renaix, a été transcrite par Georges Hooreman et publiée dans la revue « L’Intermédiaire des Généalogistes » en 1963 et 1964.
Les archives d’Ancien Régime ont fait l’objet d’inventaires détaillés, comprenant un index onomastique, par Herman van Isterdael (« Stad en Baronie Ronse », AER, inventaire no 110) et Guy Gadeyne (« Kapittelkerk en parochiekerken van Ronse »).
Certaines sources généalogiques intéressantes ont été publiées dans la revue du « Cercle Historique et Archéologique de Renaix et du Ténement d’Inde ». Les articles sont en français ou en néerlandais. Les Archives de l'État disposent d'une collection complète de ces « Annales ». On lira avec intérêt :
- les Annales 1956, 1973 et 1974 sur les « signes manuels » des habitants de Renaix au XVIe siècle et au XVIIe siècle, par Yvo Brouwers et Paul van Butsele ;
- les Annales 1961 sur l'incendie de Renaix de 1719, avec la liste des sinistrés et l'emplacement exact de leur habitation, par Henri Bockstal ;
- les Annales 1967 et 1968 sur les conscrits renaisiens sous les Aigles impériales, et les réformés, par Laurent Wasseuil ;
- les Annales 1964, 1968 et 1975 sur les Renaisiens à l'Université de Louvain, par Jacques Deconinck et Marc Decrits ;
- les Annales 1975 sur le recensement des foyers de Renaix vers 1600, par Paul van Butsele ;
- les Annales 1981 et 1983 (et autres livraisons ultérieures) sur le fameux compositeur flamand (de madrigaux notamment) Cyprien de Rore (Cipriano de Rore, Cyprianus de Rore, Ciprianus Rorus, etc.), né à Renaix en 1515/1516 (et non à Malines ou ailleurs) et mort à Parme en 1565. * L'article donne une généalogie exhaustive de la famille renaisienne de Ro(de)re et des indications sur les alliés, par Albert Cambier, les Annales 1985 sur les habitants de Renaix en 1567 et sur les victimes de l’inquisition espagnole, par le colonel Albert de Lannoy et Jacques Deconinck ;
- les Annales 1991 sur les nombreux habitants de Renaix mentionnés dans la charte de 1637 accordée à Renaix, par Paul van Butsele ;
- les Annales 1994 sur la généalogie de la famille Fostier, complétée et ornée de blasons, par Eric Devos, et biens d'autres articles encore : un index de tous les articles publiés figure dans les annales 2001.

Enfin, d’autres sources très intéressantes sont consultables aux Archives de Renaix, telles le cadastre de 1684, avec le détail des biens et leur localisation, les « erfenissen » (actes de vente d’immeubles principalement) sous forme de microfilms, en libre-accès, etc.
Listes non exhaustive des ouvrages présents à Renaix
- Jacob Henri Bekouw, Bannelingen en vluchtelingen uit Ronse (Renaix) (Bannis et fugitifs de Renaix lors des troubles religieux du XVIe siècle)
- Armorial de Renaix, extrait du manuscrit généalogique Fostier dans la revue « Le Parchemin » de 1965
- l'étude du Colonel Albert de Lannoy, « Les origines tournaisiennes de la famille Cambier de Renaix », dans « Le Parchemin » de 1982, ainsi que plusieurs livraisons ultérieures sur la famille Cambier (notamment en 1999 et 2000)
- l'ouvrage du Docteur Oscar Delghust sur les Magistrats communaux de la ville de Renaix de 1300 à 1951, paru en 1951
- les Recherches historiques sur l'Hôpital Saint Éloi à Renaix par le docteur Oscar Delghust, paru en 1920
- Sandou, le brigand des Collines par Michel Provost, paru en 1995, sur une bande de brigands dans la région de Renaix, à l'extrême fin du XVIIIe siècle

Jusqu’au 1er octobre 2009, les Archives de l’État disposaient d'un dépôt à Renaix ; il a définitivement fermé ses portes, et l’ensemble des documents a été transféré dans les dépôts d’archives de :
- Gand : Archives de l'État à Gand pour la consultation des archives d’Ancien Régime de l’arrondissement judiciaire d’Audenarde ;
- Beveren : Archives de l'État à Beveren  pour la consultation des archives contemporaines (XIXe et XXe siècles), notariales, familiales, privées, d’entreprises, d’associations et pour la collection iconographique de l'arrondissement judiciaire d'Audenarde ;
- Courtrai : Archives de l'État à Courtrai pour les microfilms de sources généalogiques de l’arrondissement judiciaire d’Audenarde.

Les registres paroissiaux de l'arrondissement d'Audenarde sont par ailleurs disponibles dans les salles de lecture des 19 dépôts des Archives de l’État (Gand, Beveren, Courtrai, Tournai, etc.).

## Population et société

### Évolution démographique de la commune
Graphe de l'évolution de la population de la commune.
- Source : DGS - Remarque : 1831 jusqu'à 1981 = recensement ; depuis 1990 = nombre d'habitants chaque 1er janvier[14]

### Langues
Renaix, ville flamande située sur la frontière linguistique dont environ 25 % des habitants étaient francophones en 1989, a toujours été largement ouverte aux influences picardes et en a acquis un caractère particulier de bilinguisme. Administrativement, depuis 1963, la ville reconnaît des facilités linguistiques pour les citoyens francophones.
En 2012, le pourcentage de langues maternelles parmi les enfants vivants dans la commune étaient de 49,3 pour le néerlandais, 24,8 pour le français . En 2020, ces chiffres étaient de 50,4 pour le néerlandais, 23,2 pour le français.

### Personnalités liées à Renaix
(classement par année de naissance)
- Cyprien de Rore, compositeur, né en 1515 ou 1516.
- Frédéricq de Bourdeau d'Huy, homme politique, né le 20 février 1815.
- Auguste Delfosse, peintre, né en 1832
- César Snoeck, notaire, célèbre collectionneur d'instruments de musique, né le 9 octobre 1834.
- Abel Régibo, professeur de musique, célèbre collectionneur d'instruments de musique, né le 6 avril 1835.
- Alphonse-François Renard, géologue et minéralogiste, né le 27 septembre 1842.
- Fernand Dubois, sculpteur et médailleur, né en 1861
- Oscar Thomaes, industriel et homme politique, né le 27 février 1867
- Ovide Decroly, médecin et psychologue, né le 23 juillet 1871.
- Eugène Soudan, bourgmestre de Renaix de 1927 à 1940 puis de 1945 à 1958, né le 4 décembre 1880
- Louise Nys Bruggeman, artiste peintre, née le 24 février 1923.
- Pierre Carteus, footballeur international né le 24 septembre 1943.
- Luc Dupont, bourgmestre de Renaix de 2001 à 2022, né en 1952.
- Philippe Delusinne, personnalité des médias belge, né le 15 avril 1957.
- Jean-Luc Crucke, homme politique, né le 29 octobre 1962.
- Rudy Demotte, homme politique socialiste, né le 3 juin 1963.
- Melody, chanteuse, née le 20 janvier 1977.
- Stéphanie de Lannoy, grande-duchesse héretière de Luxembourg, née le 18 février 1984.
- Louis Vervaeke, coureur cycliste, né en 1993

## Manifestations sportives
La ville a accueilli à deux reprises les championnats du monde de cyclisme sur route en 1963 et 1988.
La ville accueillera les Championnats du monde de paracyclisme sur route en août 2025.

## Photothèque

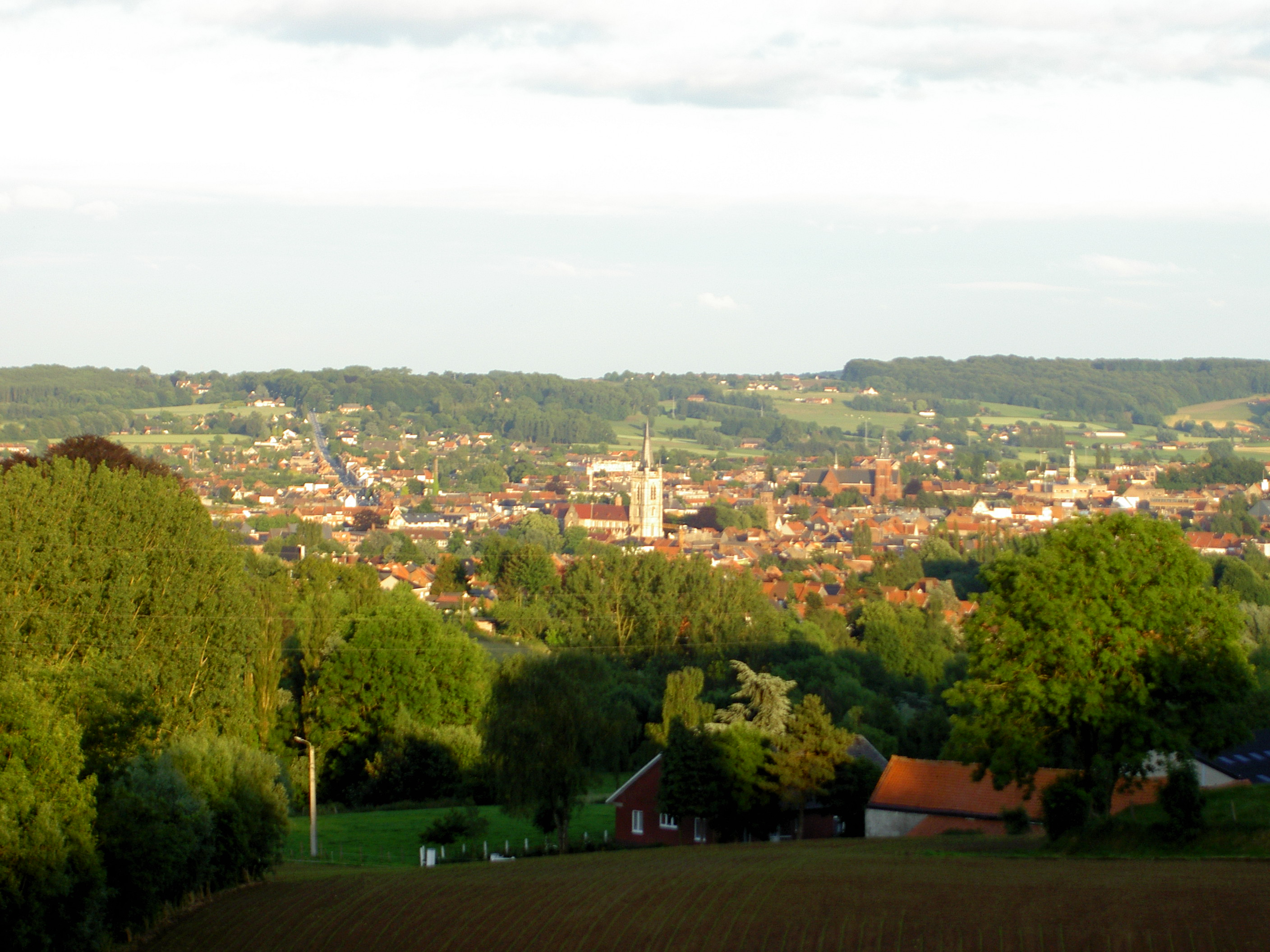
Panorama général de la ville
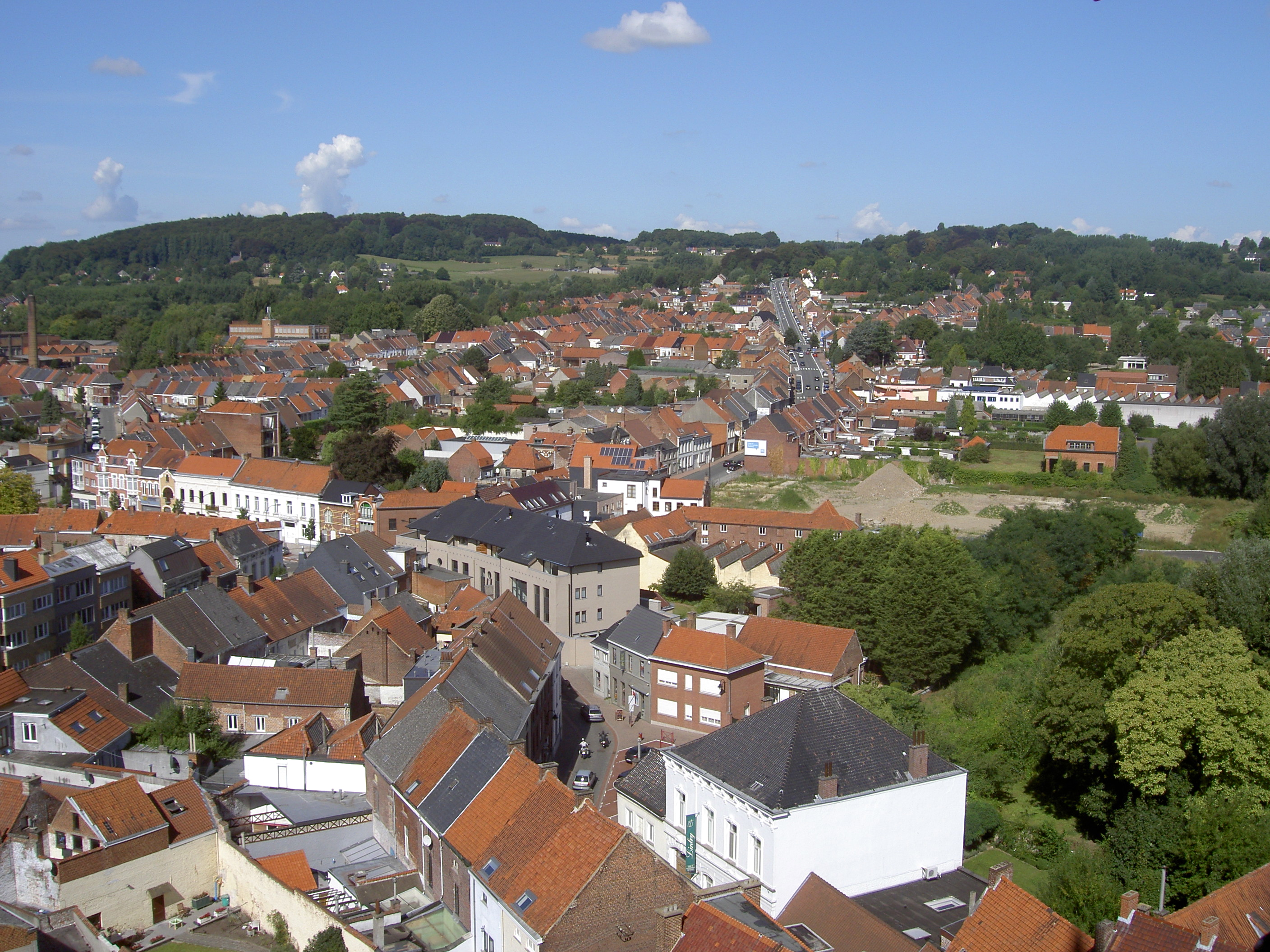
Côté nord, au fond les collines de Renaix et la rue de La Croix
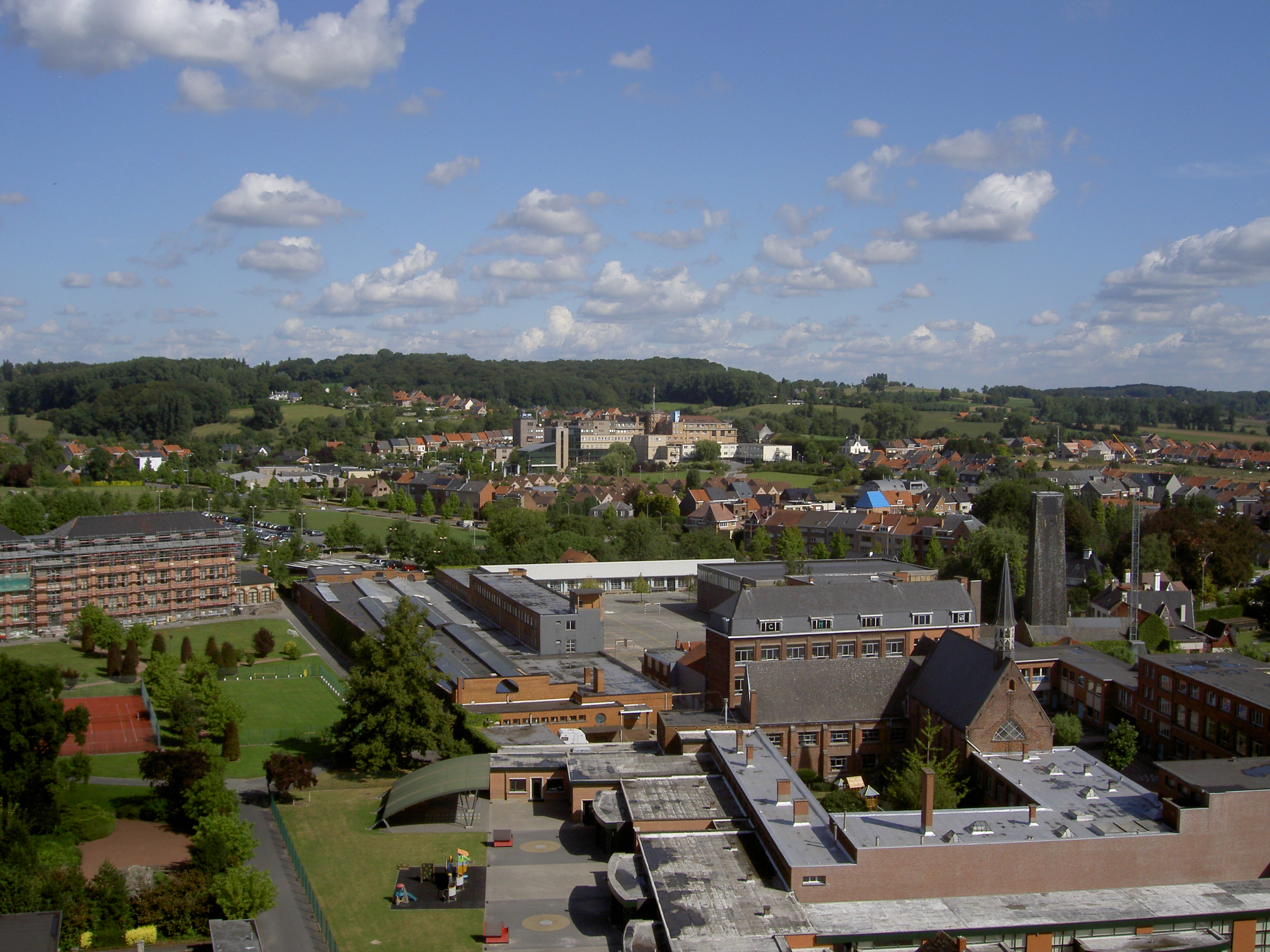
Côté nord-est, au premier plan l'école paroissiale, au fond la grande clinique « Sœurs de la Miséricorde » et les collines de Renaix
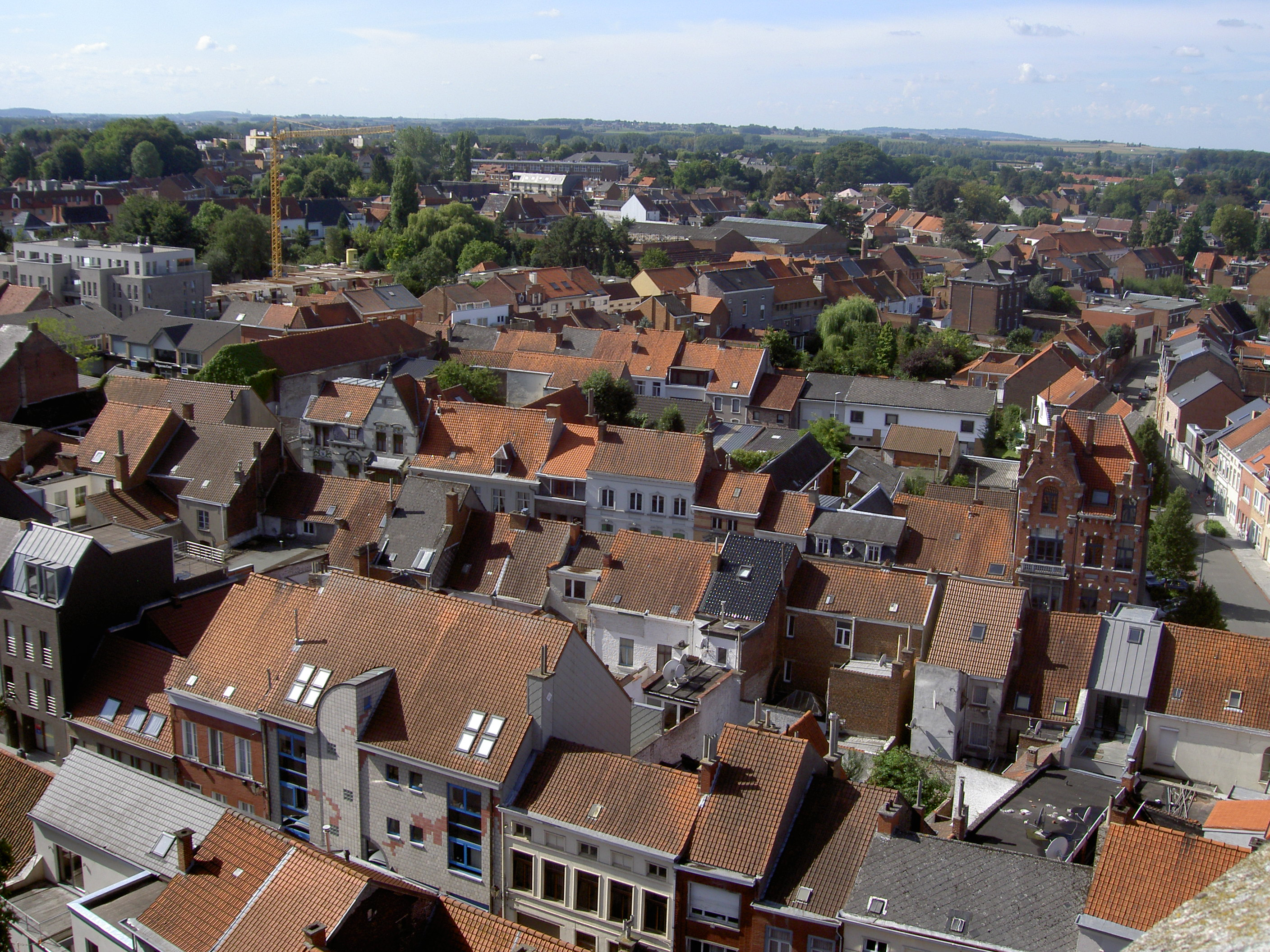
Côté ouest
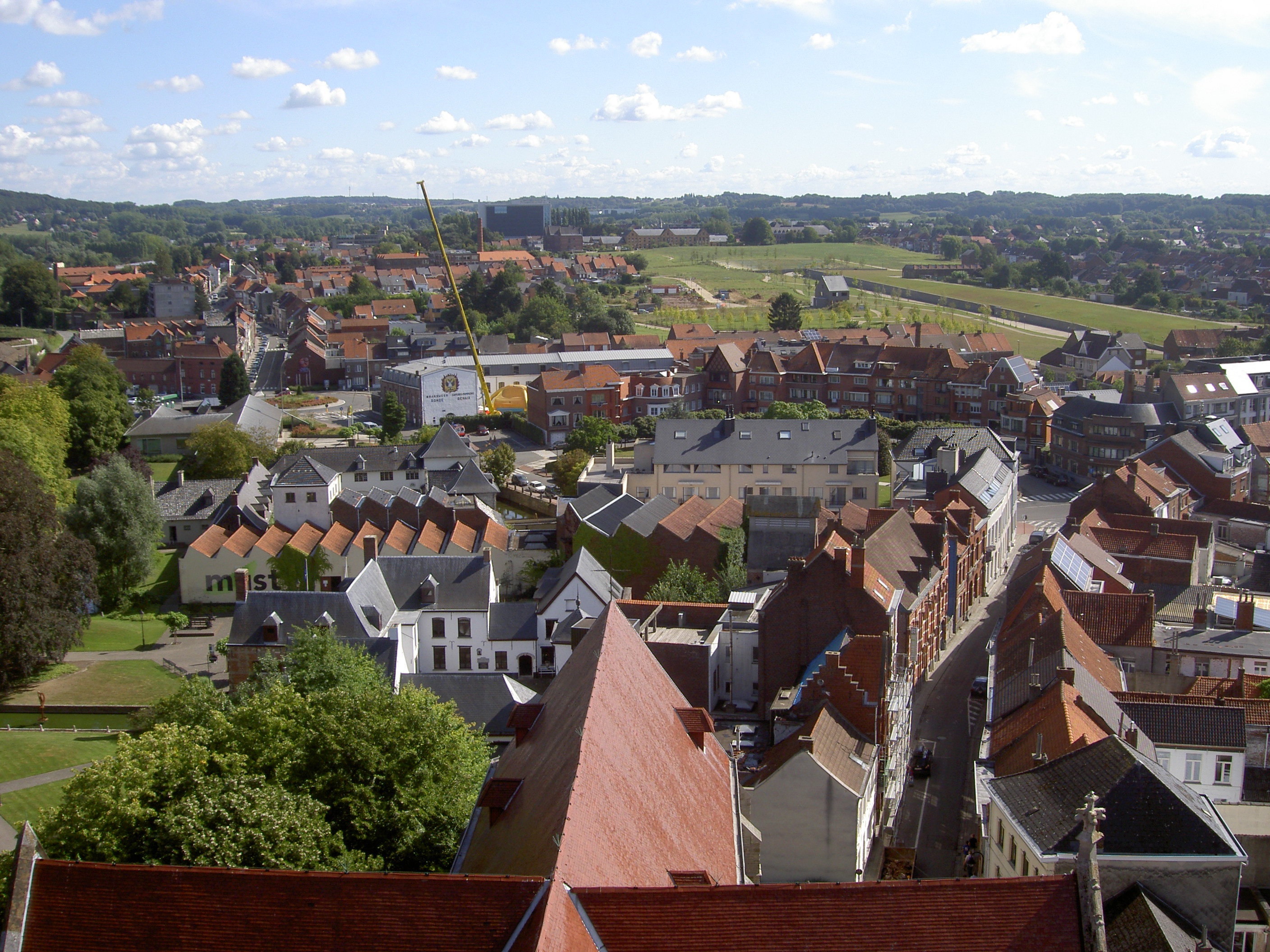
Côté est, au premier plan la rue des Prêtres et au fond le bâtiment des pompiers
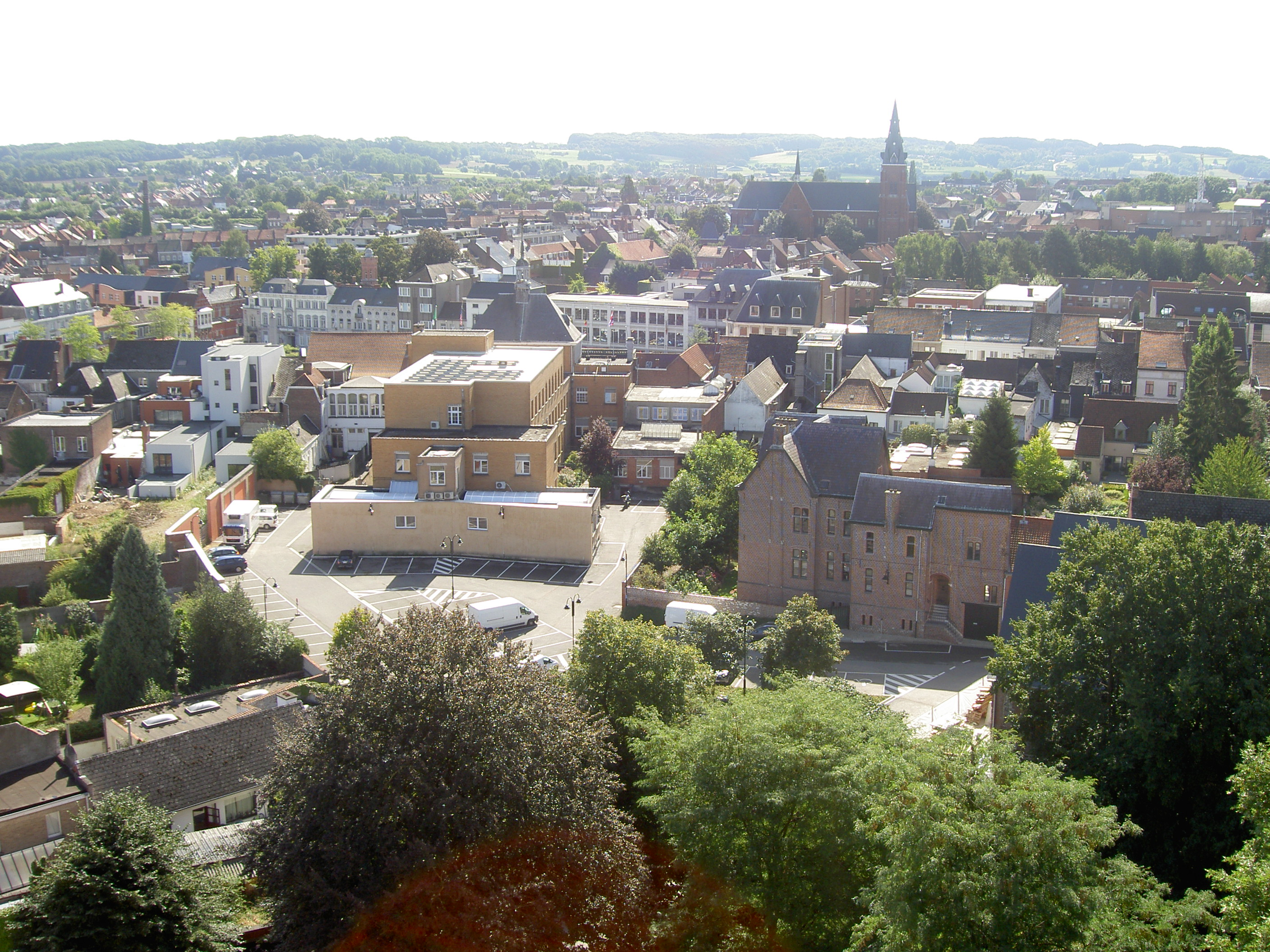
Côté sud-est, l'arrière bâtiment de l'Hôtel de ville et au fond la nouvelle église de Saint-Martin
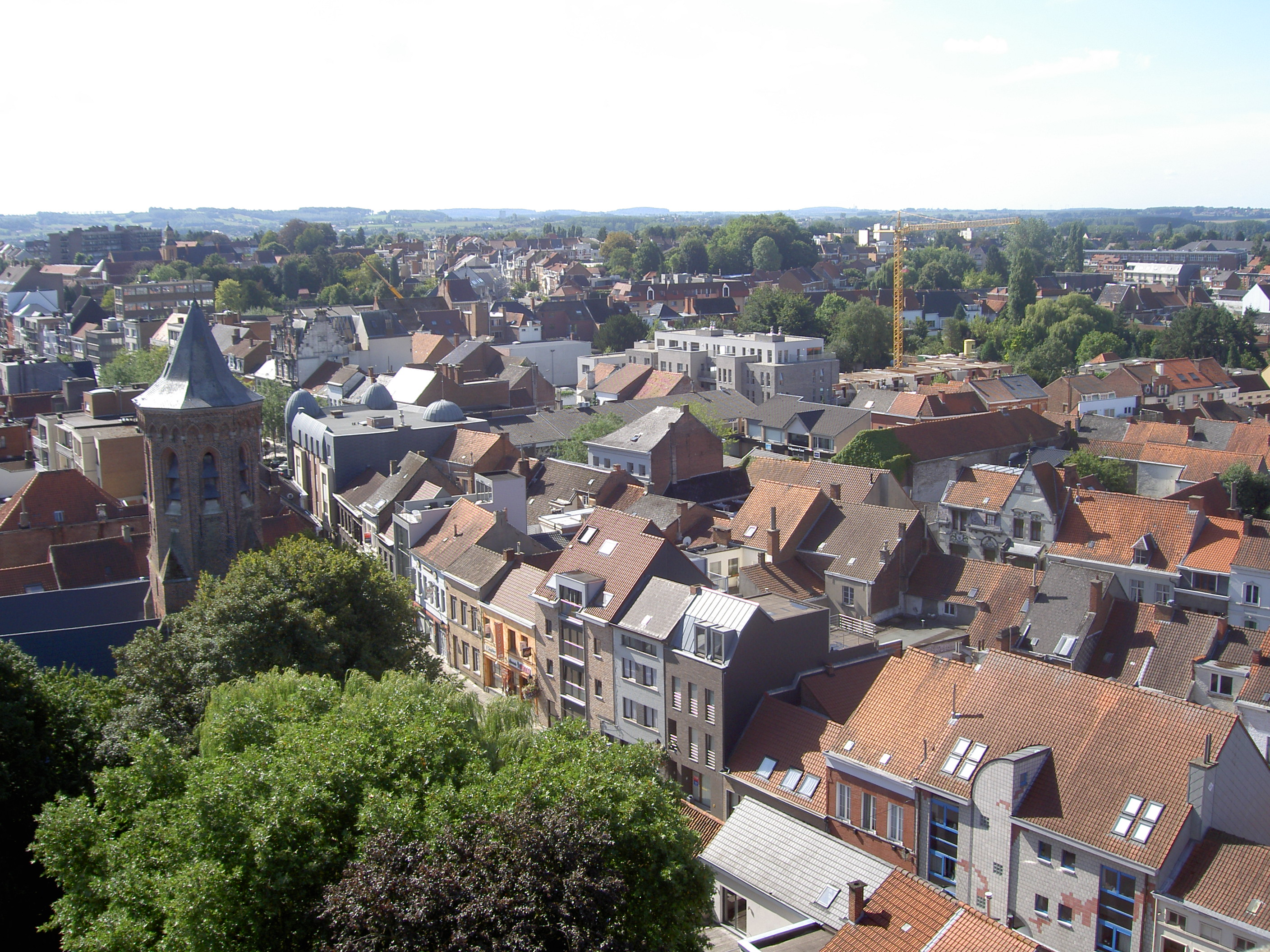
Côté sud-ouest, à gauche la vieille église Saint-Martin
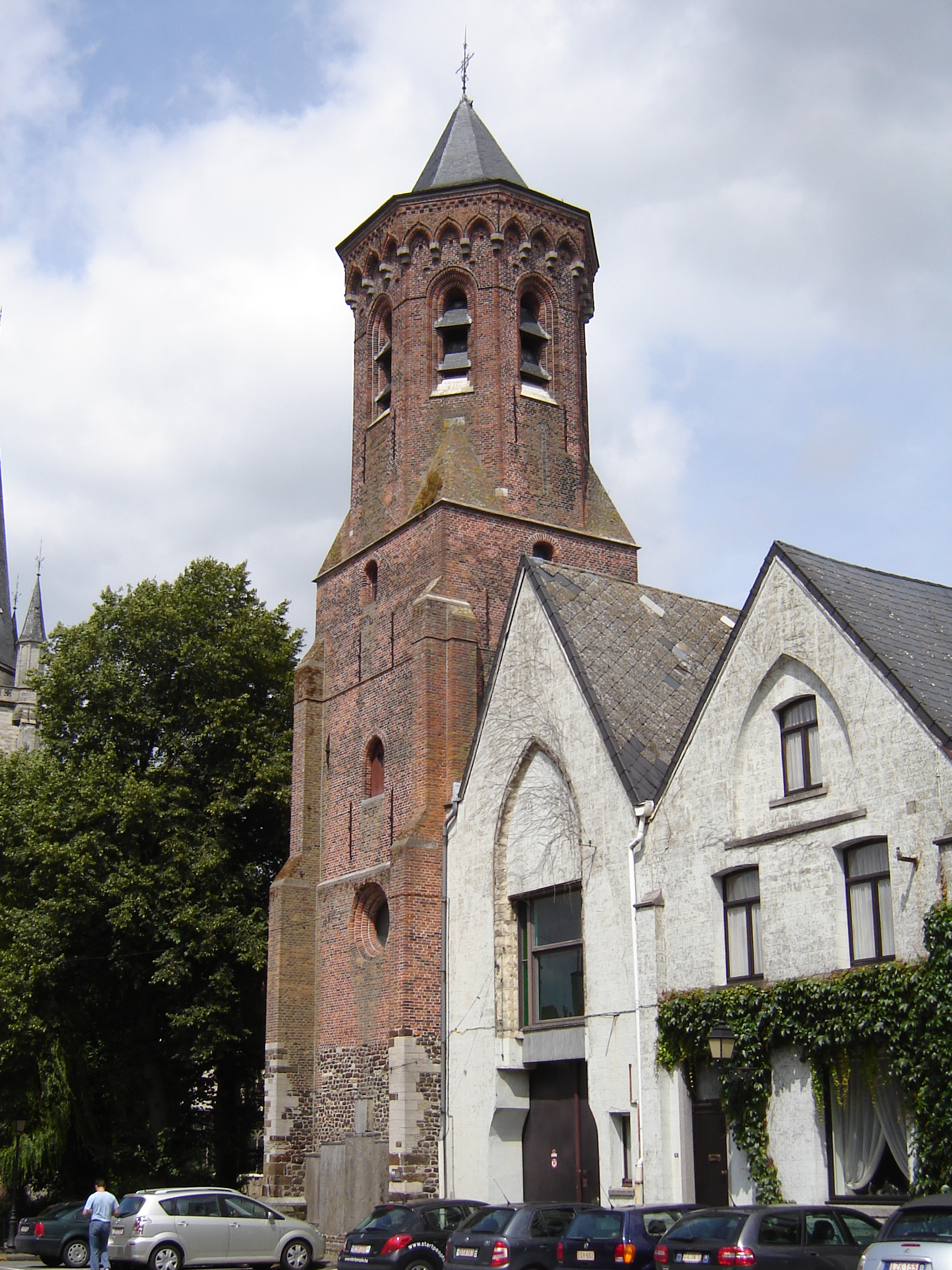
Église Saint-Martin
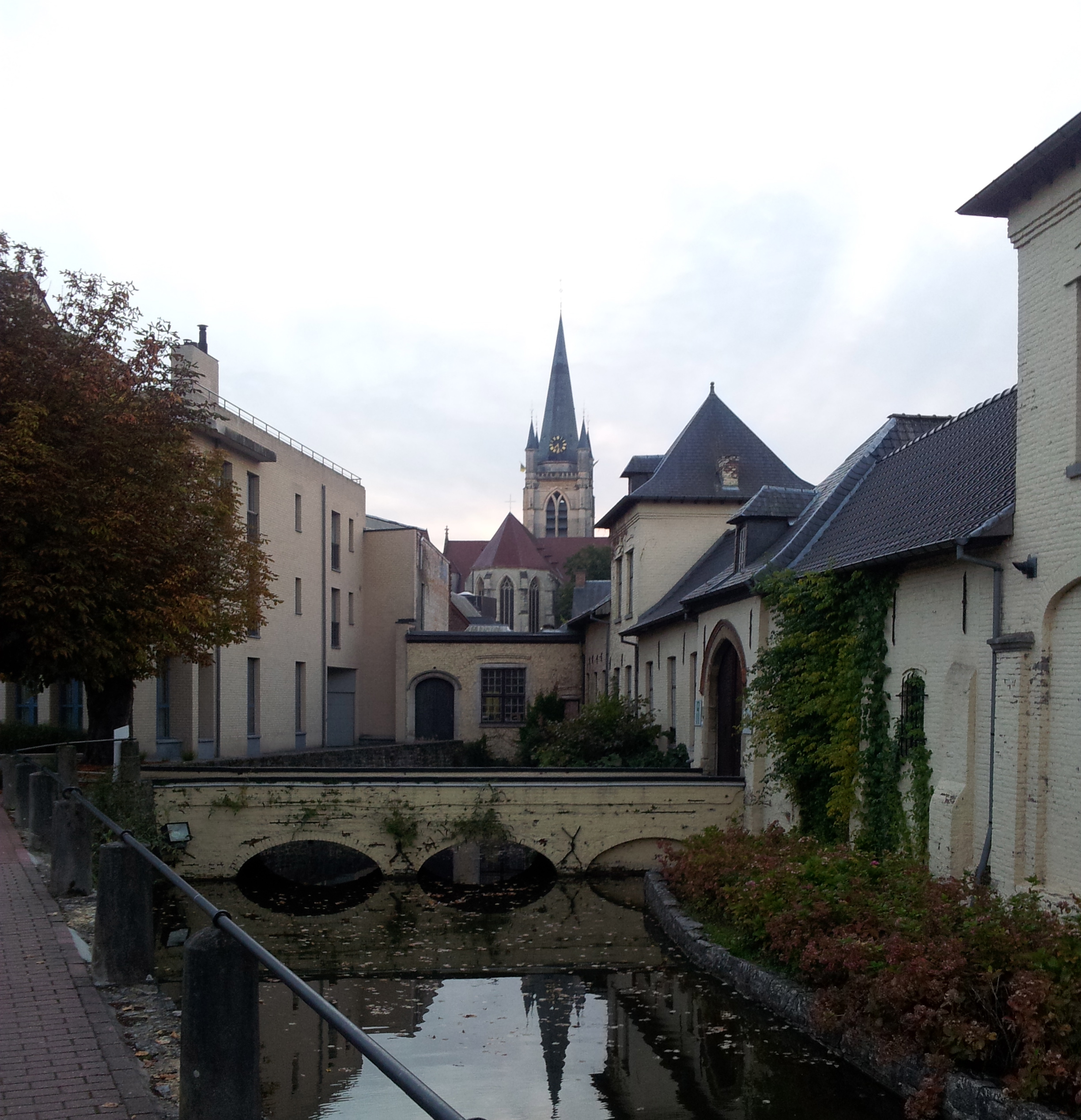
La Grande Motte (office du tourisme) et l'église Saint-Hermès
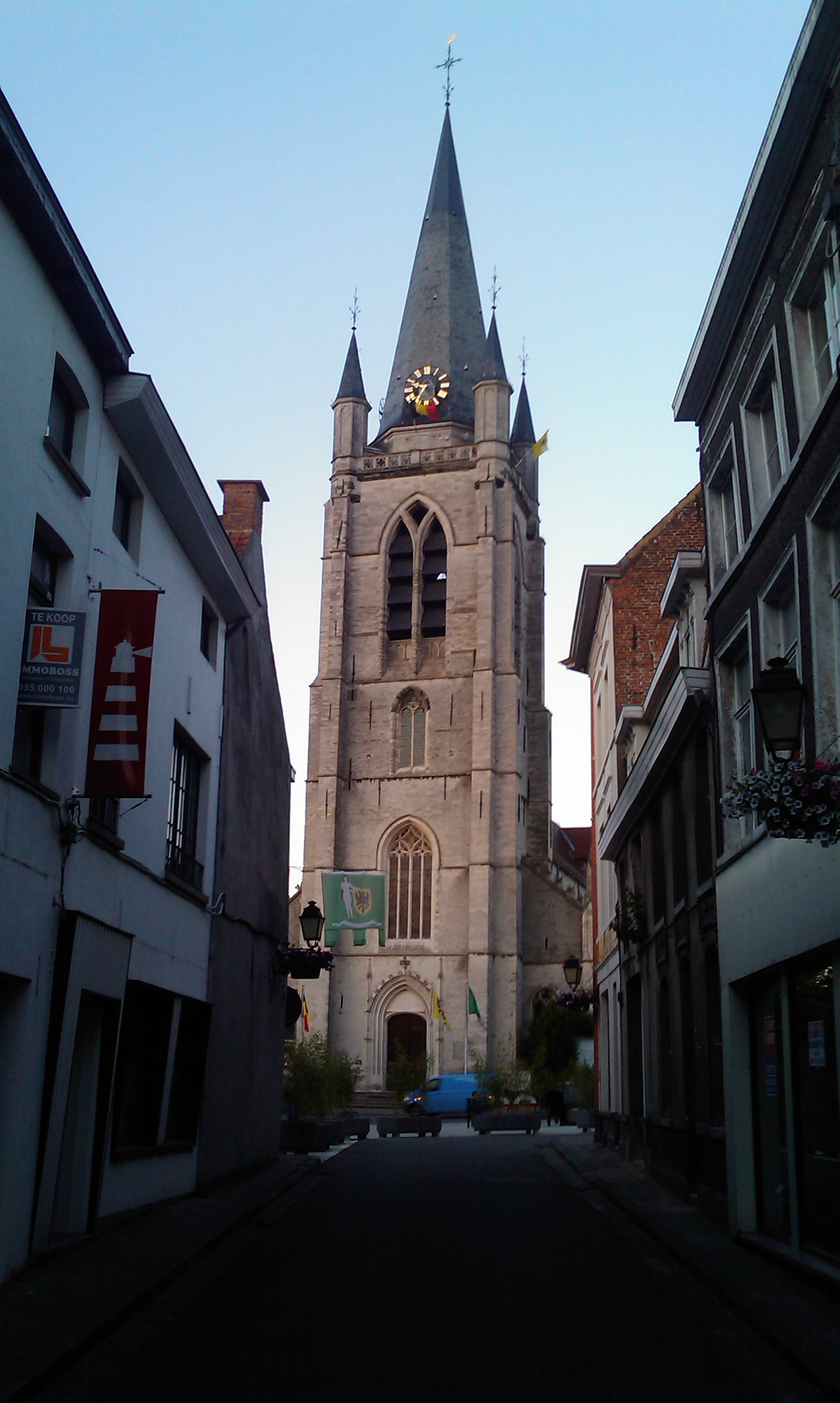
Basilique Saint-Hermès de Renaix
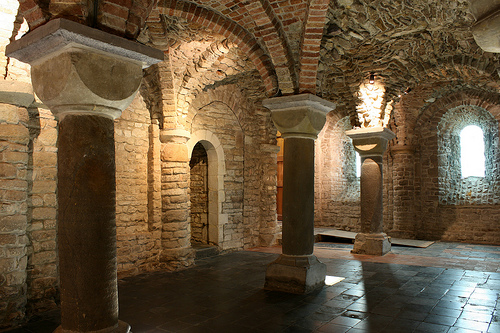
Crypte de la basilique Saint-Hermès
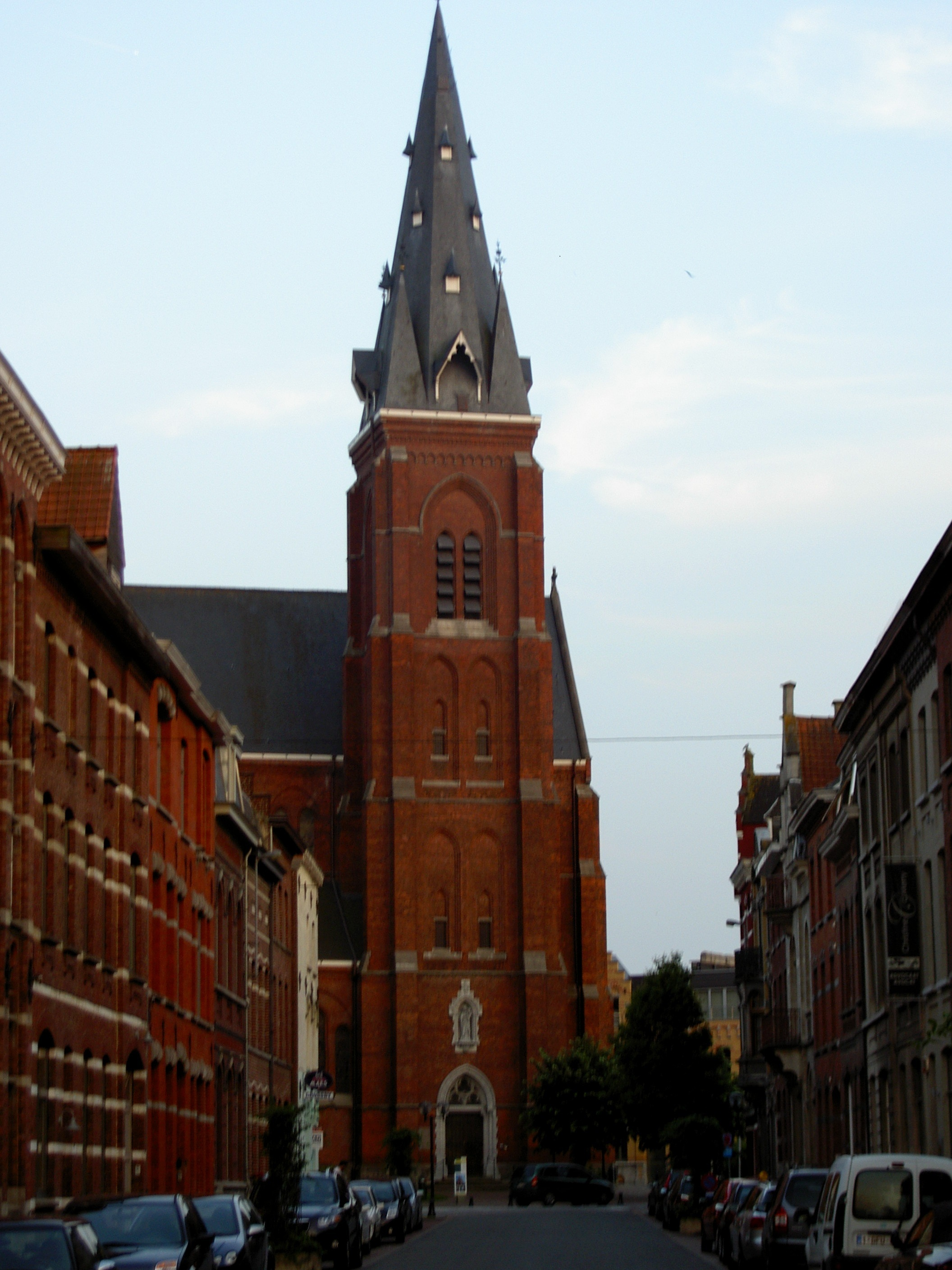
Nouvelle église Saint Martin
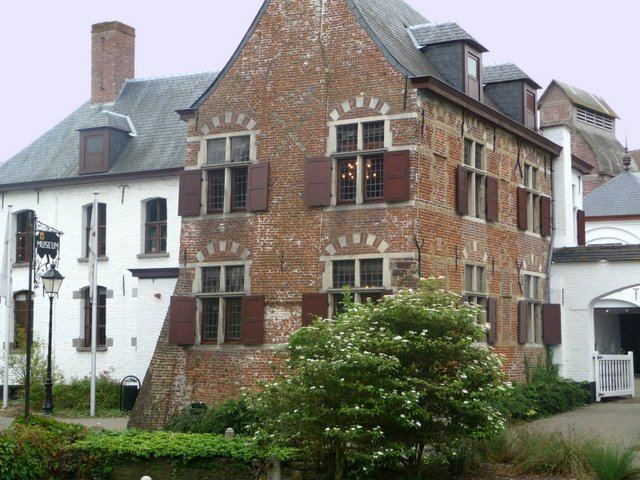
Musée du folklore
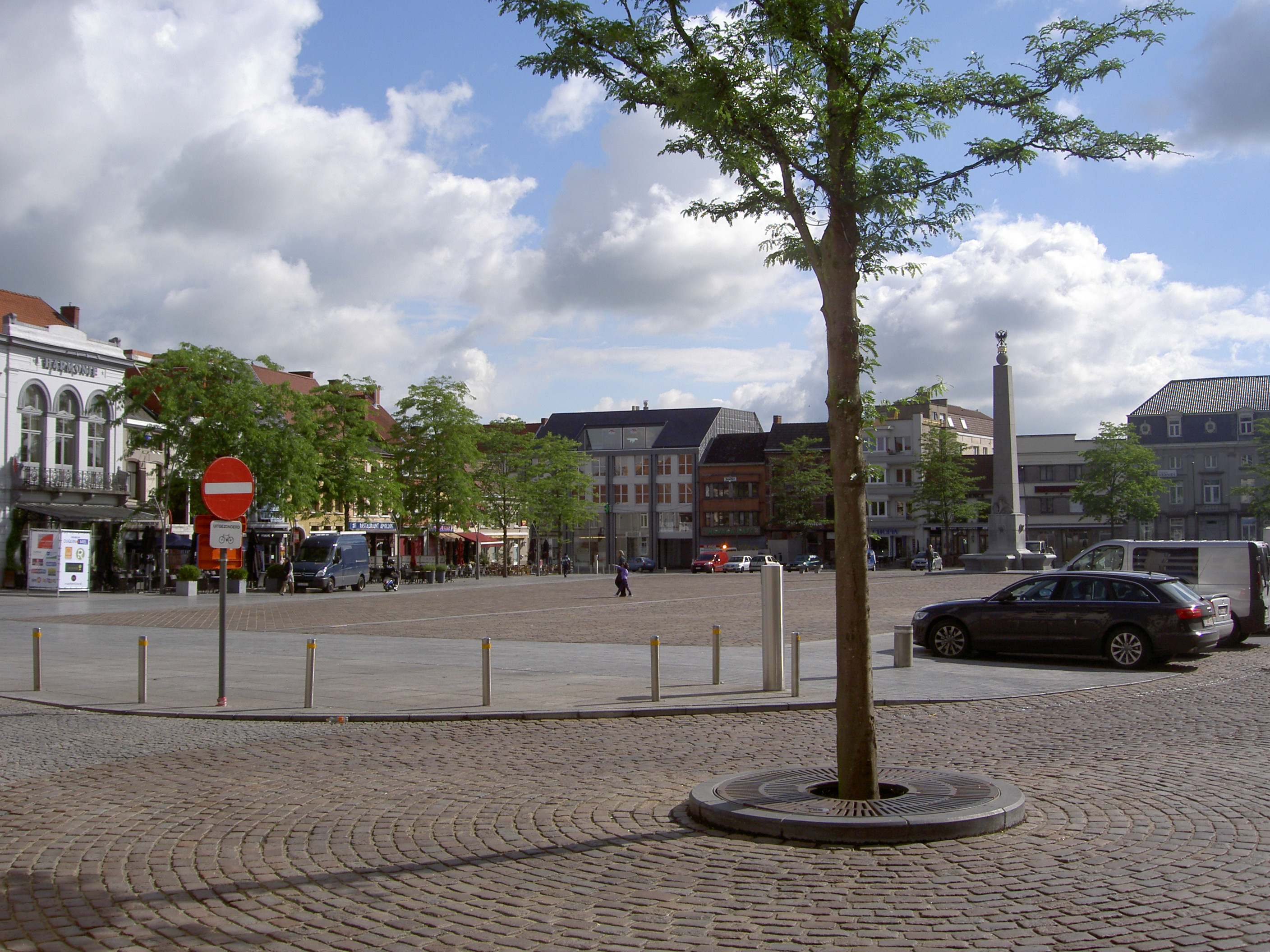
Grand Place
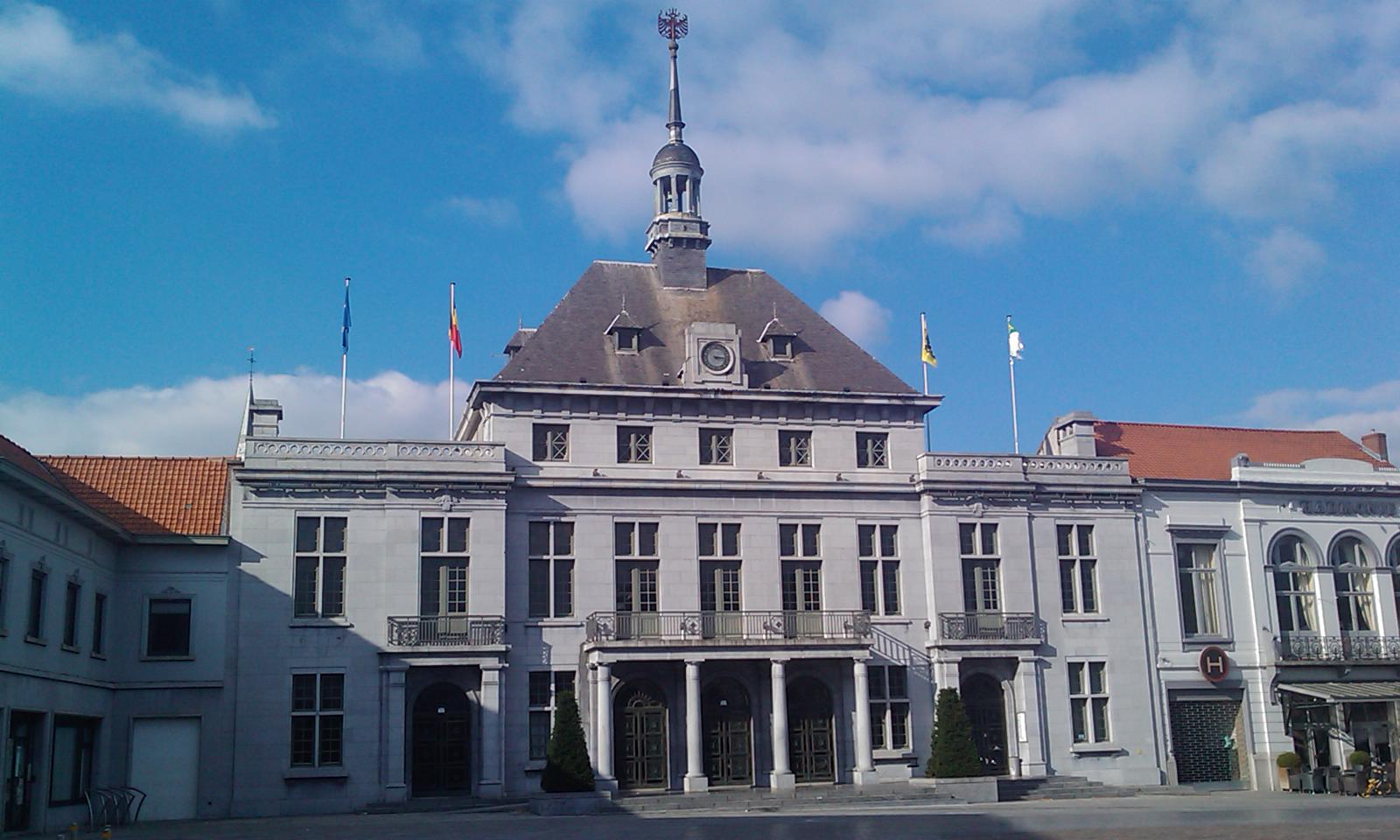
Hôtel de ville
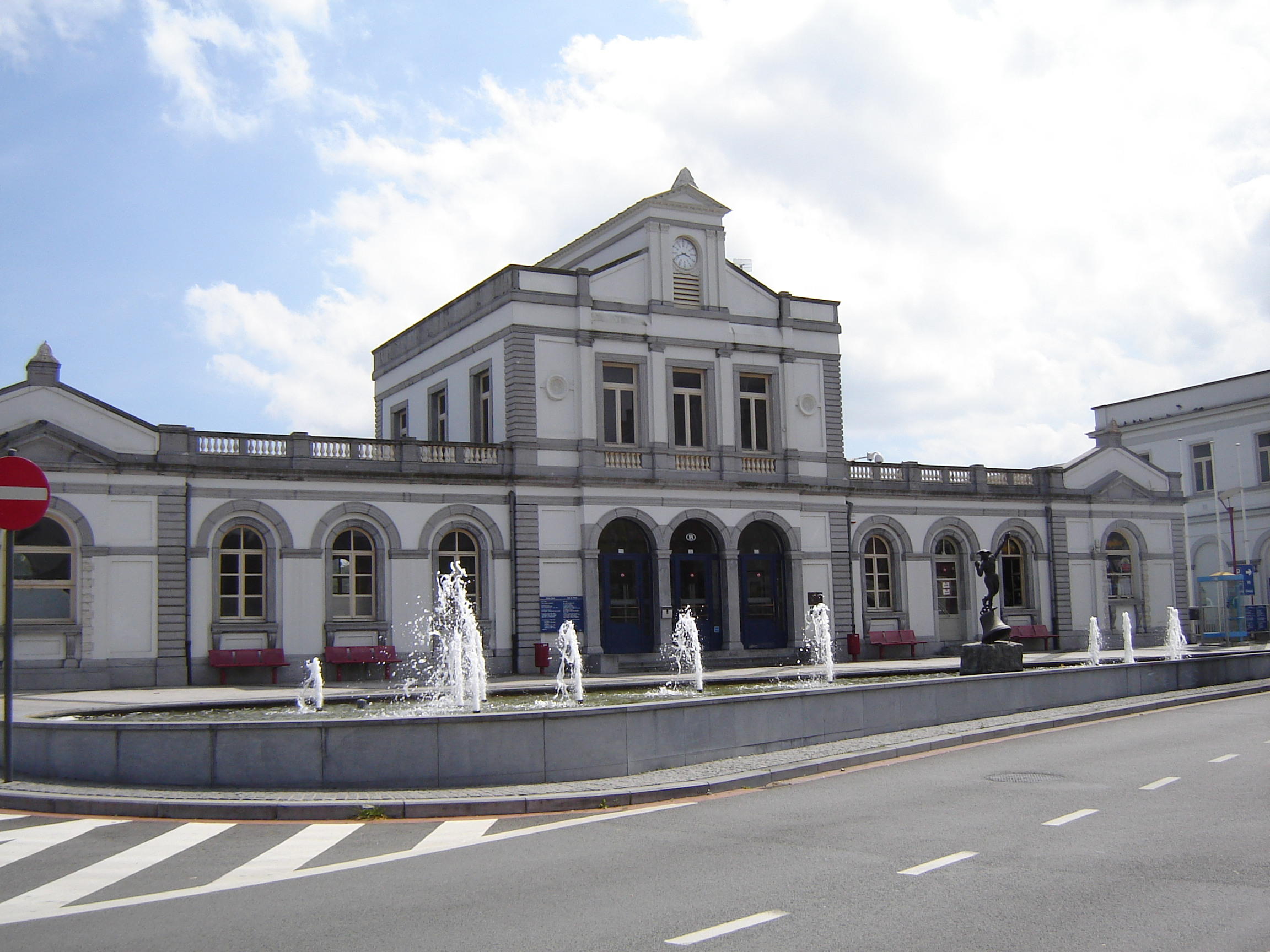
Gare ferroviaire SNCB en 2007
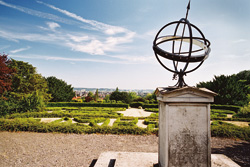
Le parc de l'Arbre de Malander
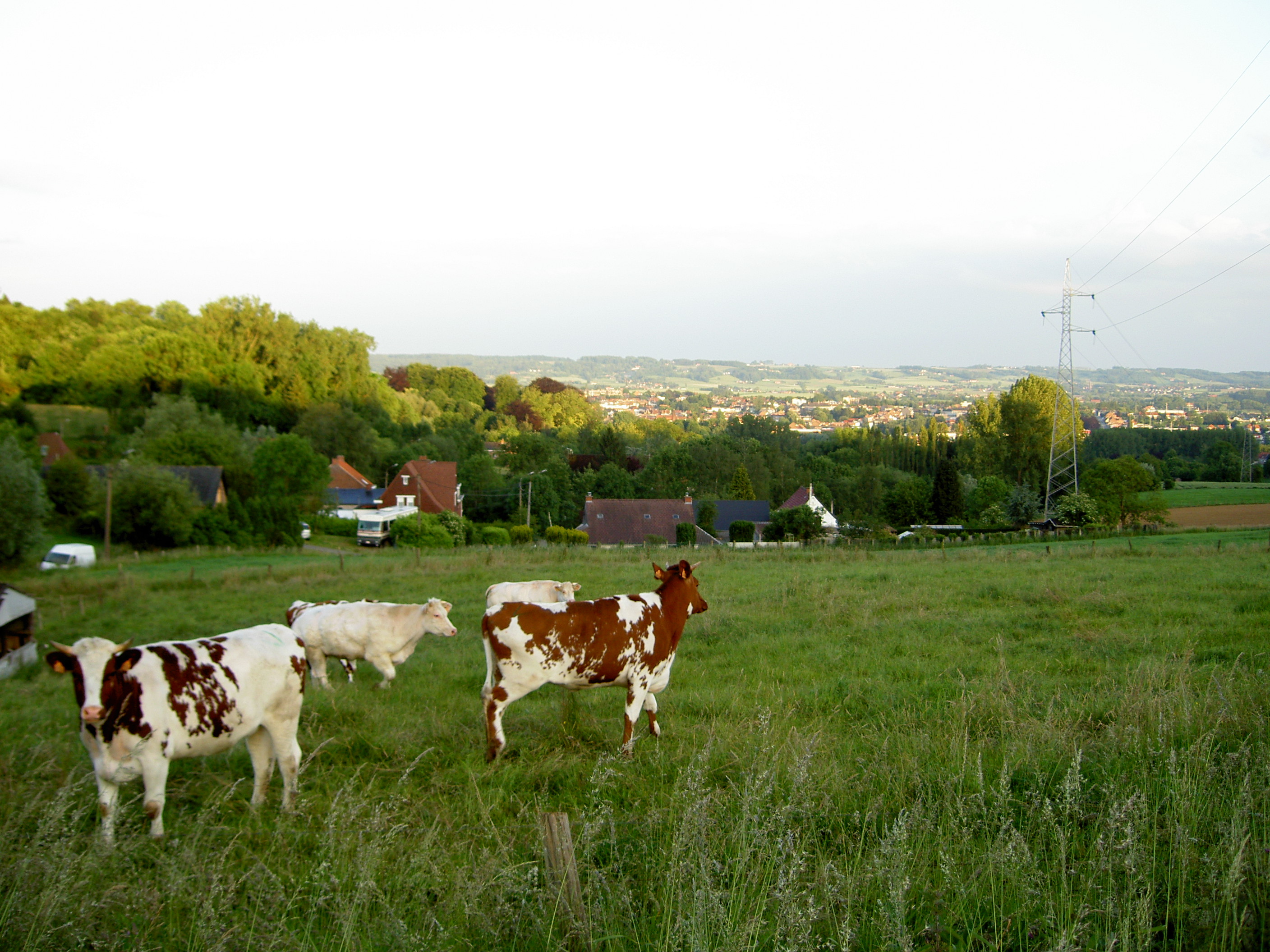
Campagne renaisienne
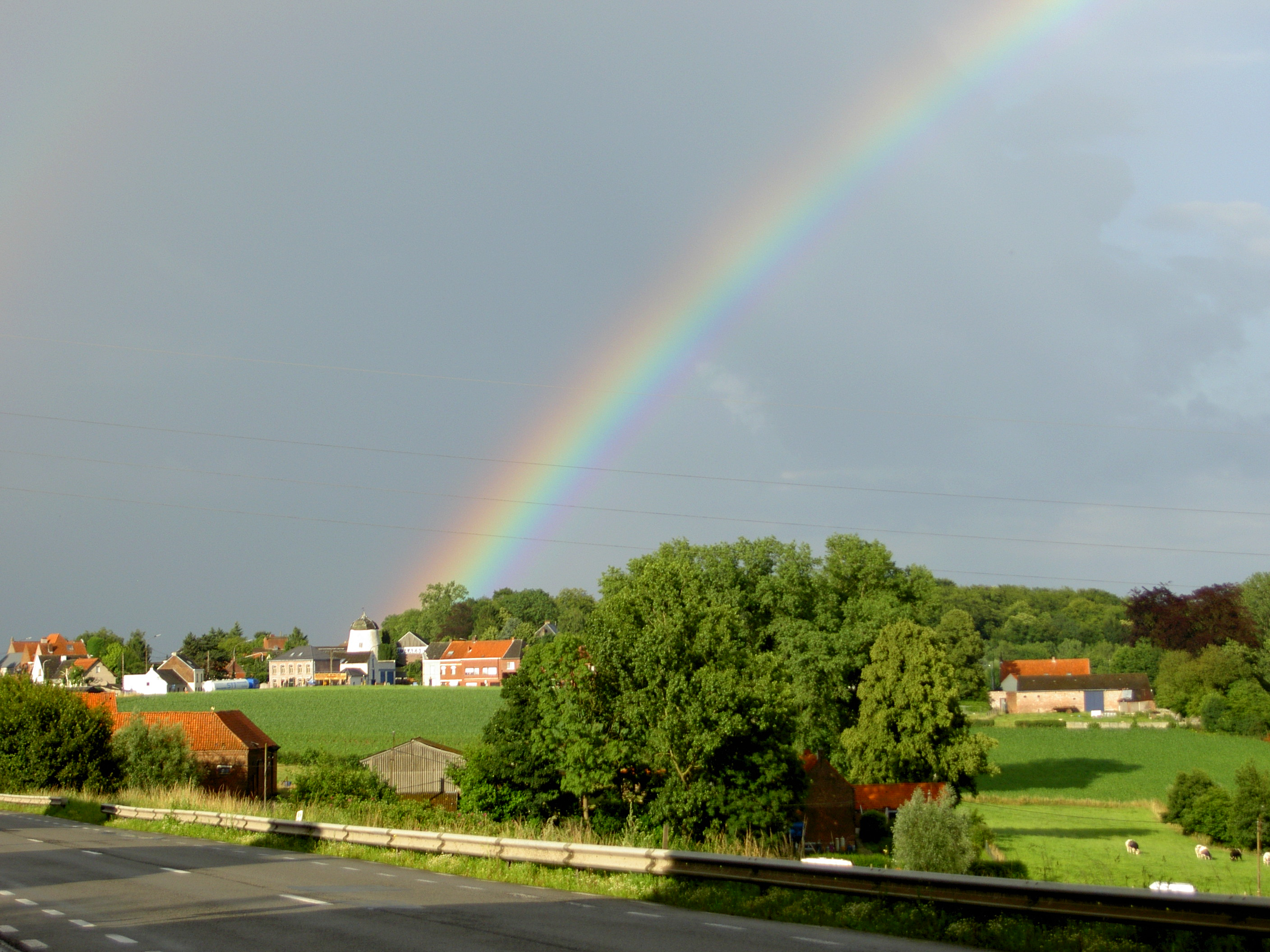
Vue de la rue du Sable, au fond la rue de la Croix
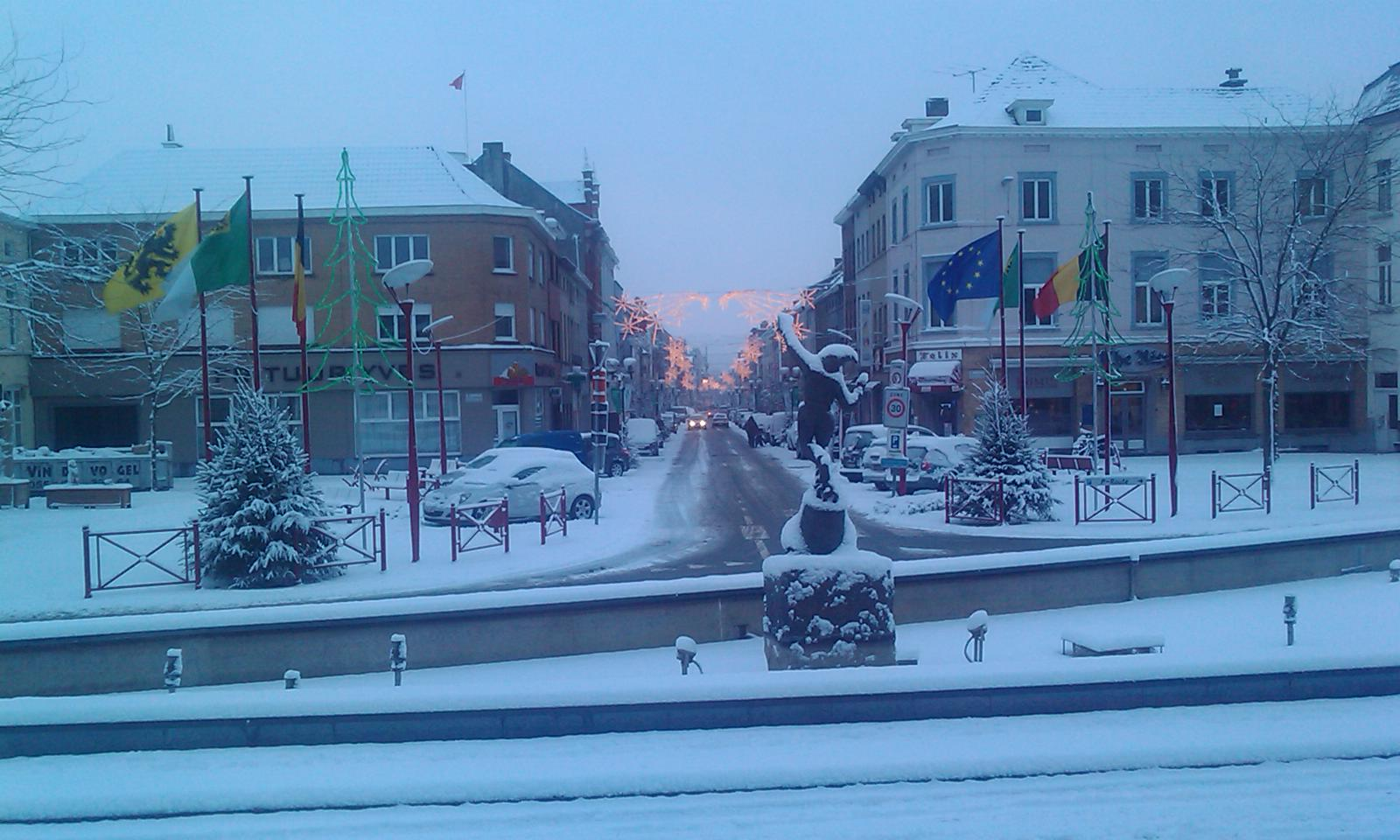
Renaix sous la neige à la veille de Noël

## Événements
- Bommels a lieu en janvier le samedi précédant le premier lundi après l'Épiphanie. C'est le premier carnaval de l'année en Belgique.

- Le Fiertel a lieu le dimanche de la Trinité. À cette occasion, le reliquaire de Saint Hermès est transporté en procession autour de la ville sur une distance de 32 km. Ce sanctuaire est suivi par des centaines de marcheurs et de cyclistes.

- Tour des Flandres. C'est une course cycliste sur route annuelle belge.